# شناسه نمود رنگ
شناسهٔ نمود رنگ (به انگلیسی: Color Rendering Index، CRI) با سرواژه شنار، شناسه‌ای برای اندازه‌گیری اندازهٔ لازم نور به شکلی است که چشم انسان بتواند در آن اندازه، رنگِ نور را تشخیص دهد.
چشم انسان طوری ساخته شده که بتواند با به‌کارگیریِ نور خورشید رنگ‌های متفاوت چیزها را تشخیص دهد. در نتیجه بهترین اندازهٔ نمود رنگ برای چشم انسان، نور خورشید است. شناسهٔ نمود رنگ (شنار) بین صفر و صد تعریف می‌شود که بهترین شناسه نمود رنگ ۱۰۰ و نوری که در آن تشخیص رنگ ناممکن باشد نمود رنگ صفر را خواهد داشت. نور خورشید دارای طیفِ نوریِ کاملی است و در نتیجه امکان دیدن همه رنگ‌ها در نورِ خورشید شدنی است.
همهٔ نورهای سفید با هم یکسان نیستند. بسیاری از چراغ‌های ال‌ئی‌دی، جایگزینِ رشته‌ای و جایگزین هالوژنی که در بازار به نام چراغ ادیسونی معروف‌اند، کیفیت نور نامطلوبی دارند. در کاربری‌هایی که ظاهر و شکلِ چیزی اهمیت بسیار زیادی داشته باشد نباید از کیفیتِ نامطلوبِ چراغ‌ها و پایین بودن نمود رنگشان چشم بر بست. همچنین پایین بودن نمود رنگ سبب می‌شود که مخاطب از دیدن رنگ واقعیِ چیزی محروم شود.

## اهمیت بالا بودن شناسهٔ نمود رنگ
از چراغ‌های ال‌ئی‌دیِ با کیفیت که شناسهٔ نمود رنگ بالایی داشته باشند در فروشگاه، بوتیک، خواربارفروشی، موزه، گالری و نمایشگاه به کار گرفته می‌شود که انسان‌ها بتواند کالاهای فراهم‌شده در این جاها را به درستی ببینند. این چراغ‌ها به کالاهای موجود جلوه و رنگ و لعاب بسیار زیبایی می‌بخشند. شناسهٔ نمودِ رنگ بالا سبب می‌شود تا کالاهایِ فروشگاه با رنگ واقعی حقیقی خودشان مشاهده شوند. مفهوم رنگ واقعی کالا با توجه به تفاوت میان رنگی که به علت کیفیت پایین چراغ دیده می‌شود و رنگی که با نور خورشید (شناسهٔ نمود رنگ ۱۰۰) دیده می‌شود، پدید آمده‌است.
همچنین چراغ‌های ال‌ئی‌دی با شناسهٔ نمود رنگ بالا در صنایع نساجی و بیمارستان‌ها نیز کاربردهای فراوانی دارند. اهمیت حیاتی تشخیص تفاوت میان رنگ‌ها در این فضاها موجب شده‌است تا بیمارستان‌ها و کارخانجات نساجی به مشتری اول چراغ‌های ال‌ئی‌دی با کیفیت تبدیل شوند. چراغ‌های ال‌ئی‌دی در کنار کیفیت بی‌نظیر خود، مصرفِ انرژی این مراکز را نیز به طرز شگفت‌آوری کاهش می‌دهند.
منابع نوری دیگر طیف‌های نوری متفاوتی دارند که می‌توان با جستجو در منابع طیف نوری لامپ‌های گوناگون را یافت. لامپ هالوژن دارای اندیس نمود رنگ ۱۰۰ می‌باشد.